# Apollo 13 (film)
Apollo 13 je ameriški vesoljski dokumentarno-dramski film iz leta, ki ga je režiral Ron Howard, v glavnih vlogah pa nastopajo Tom Hanks, Kevin Bacon, Bill Paxton, Gary Sinise in Ed Harris. Scenarij sta napisala William Broyles Jr. in Al Reinert in temelji na knjigi Lost Moon: The Perilous Voyage of Apollo 13 astronavta Jima Lovella in Jeffreyja Klugerja, ki prikazuje prekinjeno misijo na Luno Apollo 13 iz leta 1970. Howard si je zelo prizadeval za tehnično natančnost film, zato je organiziral trening za astronavte in za upravljanje z modulom s strani NASA za svojo ekipo. Pridobil je tudi dovoljenje za snemanje v letalu z zmanjšano težnostjo za realističen prikaz breztežnostnega stanja astronavtov. 
Film je bil primerno prikazan 30. junija 1995 v ameriških kinematografih in se je izkazal za finančno zelo uspešnega z več kot 355 milijona USD prihodkov ob 52-milijonskem proračunu in dobil tudi dobre ocene kritikov. Na 68. podelitvi je bil nominiran za oskarja v devetih kategorijah, tudi za najboljši film, osvojil pa nagradi za najboljšo montažo in mešanje zvoka.. Nominiran je bil tudi za pet nagrad BAFTA, od katerih je osvojil dve, in štiri zlate globuse.

## Vloge
posadka Apolla:
- Tom Hanks kot Jim Lovell
- Kevin Bacon kot Jack Swigert
- Bill Paxton kot Fred Haise

nadzorni center:
- Gary Sinise kot Ken Mattingly
- Ed Harris kot Gene Kranz:
- Chris Ellis kot Deke Slayton
- Joe Spano kot direktor NASA
- Marc McClure kot Glynn Lunney
- Clint Howard kot Sy Liebergot
- Ray McKinnon kot Jerry Bostick
- Todd Louiso kot častnik bele ekipe
- Loren Dean kot John Aaron
- Jim Meskimen kot častnik bele ekipe
- David Andrews kot Pete Conrad
- Christian Clemenson kot dr. Charles Berry
- Ben Marley kot John Young
- Brett Cullen kot CAPCOM 1
- Ned Vaughn kot CAPCOM 2
- Carl Gabriel Yorke kot SIM 1
- Arthur Senzy kot SIM 2

civilisti:
- Kathleen Quinlan kot Marilyn Gerlach Lovell
- Xander Berkeley kot Henry Hurt
- Tracy Reiner kot Mary
- Mark Wheeler kot Neil Armstrong
- Larry Williams kot Buzz Aldrin
- Mary Kate Schellhardt kot Barbara
- Max Elliott Slade kot James
- Emily Ann Lloyd kot Susan
- Miko Hughes kot Jeffrey